# エメラルド島
エメラルド島（エメラルドとう、Emerald Isle）は、カナダのノースウエスト準州に属するクイーンエリザベス諸島を構成する島のひとつ。北緯76度48分西経114度10分に位置する。面積は 549 km2である。